# わが酒の讃歌
『わが酒の讃歌』（わがさけのうた、A Book of Booze）は、イギリスの小説家、評論家である、コリン・ウィルソンが著した、酒に関する研究書である。

## 本の概要と出版状況
世界各地の酒の起源や受容の歴史と、酒の魅力についての論考である。とくにワインについて詳しく述べられており、酒に関する古今の逸話や自身の体験を、著者の巧みな文学的表現によってまとめあげた、文学作品としても魅力あるものとなっている。
初版はVictor Gollancz Ltd.より1974年に出版された。日本語版は、1975年に詩人の田村隆一によって完訳版が出版された。現在ではイギリス、日本ともに絶版になっている。

## 出版記録
- 1974年　Victor Gollancz Ltd.（初版）　ISBN 978-0575018310
- 1975年　徳間書店（田村隆一による日本語訳）
- 1989年　徳間書店（田村隆一の日本語訳版の文庫判）ISBN 978-4195986875